# Parapholidoptera grandis
Parapholidoptera grandis är en insektsart som först beskrevs av Karabag 1952.  Parapholidoptera grandis ingår i släktet Parapholidoptera och familjen vårtbitare. Inga underarter finns listade i Catalogue of Life.